# Rhodostrophia unicolorata
Rhodostrophia unicolorata är en fjärilsart som beskrevs av Otto Staudinger 1871. Rhodostrophia unicolorata ingår i släktet Rhodostrophia och familjen mätare. Inga underarter finns listade.